# سزکویی‌ترپن لاکتون
سزکویی‌ترپن لاکتون (انگلیسی:Sesquiterpene lactone= SQL)گروهی از ترکیبات شیمیایی می‌باشد که باعث واکنش‌های حساسیتی (آلرژی)می‌شود و در گیاهانی پیدا شده است که نام برخی از این گیاهان در زیر آمده است: 
- گل داودی (Chrysanthemum)
- عاقرقرها (بابونه گاوی) (Pyrethrum)
- پیر بهار∗ (نوعی ابروسیا) (Ragweed)
- درمنه (Sagebrush)
- خاراگوش (افسنطین)(Wormwood)
- گل راسن (Sneezeweed)
- گل انبه (گل بداغ)(Marsh elder)
- بابونه (Chamomile)
- کنگر فرنگی (انگنار) (Artichoke)

آرتمیزینین نیز نوعی سزکویی‌ترپن لاکتون است که خاصیت ضد مالاریایی قوی دارد و در گیاه گندواش پیدا شده است.